# Waterstofselenide
Waterstofselenide is een anorganische verbinding van waterstof met seleen en heeft als brutoformule H2Se. Het is een kleurloos gas met een kenmerkende geur. De stof is zeer goed oplosbaar in water.

## Productie
{\displaystyle {\ce {Al2Se3 + 6 H2O -> 3 H2Se + 2Al(OH)3}}}
{\displaystyle {\ce {H2 + Se -> H2Se}}}

## Toxicologie en veiligheid
De stof ontleedt bij verhitting boven 100 °C, met vorming van giftige en brandbare producten, onder andere seleen en waterstofgas. De stof is een sterke reductor en reageert hevig met oxidatoren, waardoor brand- en ontploffingsgevaar ontstaat. Waterstofselenide vormt bij contact met lucht giftige en corrosieve dampen van seleendioxide.  Ondanks de risicovolle eigenschappen van grotere hoeveelheden van de stof, komt waterstofselenide in kleine hoeveelheden in cellen voor als uitgangsstof voor selenocysteïne (en daarmee voor selenoproteïnen).
{\displaystyle {\ce {H2Se -> H2 + Se}}}
{\displaystyle {\ce {2 H2Se + SO2 <-> 2 H2O + 2 Se + S}}}
De stof is irriterend voor de ogen en de luchtwegen. Inademing van het gas kan een longontsteking veroorzaken. Blootstelling aan een hoge dosis kan de dood veroorzaken.